# Allen Leech
Alan "Allen" Leech (født 18. maj 1981) er en irsk skuespiller, kendt for rollen som Tom Branson i tv-serien Downton Abbey.

## Filmografi

### Film
| År   | Titel                                       | Rolle           | Noter      |
| ---- | ------------------------------------------- | --------------- | ---------- |
| 2000 | Iníon an Fhiaclóra (The Dentist's Daughter) | Rory            | Short film |
| 2002 | The Escapist                                | Policeman 1     |            |
| 2003 | Cowboys & Angels                            | Vincent Cusack  |            |
| 2004 | Man About Dog                               | Mo Chara        |            |
| 2007 | Deep Breaths                                | Danny           | Short film |
| 2008 | Factory Farmed                              |                 | Short film |
| 2009 | From Time to Time                           | Fred Boggis     |            |
| 2010 | Rewind                                      | Karl            |            |
| 2012 | The Sweeney                                 | Simon Ellis     |            |
| 2013 | Grand Piano                                 | Wayne           |            |
| 2013 | In Fear                                     | Max             |            |
| 2013 | Hello Darkness                              | Mark Cooper     |            |
| 2014 | The Imitation Game                          | John Cairncross |            |
| 2017 | The Hunter's Prayer                         | Richard Addison |            |
| 2018 | Bohemian Rhapsody                           | Paul Prenter    |            |
| 2019 | Downton Abbey                               | Tom Branson     |            |
| 2022 | Downton Abbey: A New Era                    | Tom Branson     |            |
| 2024 | You Can't Run Forever                       | Eddie           |            |
| 2024 | Cold Meat                                   | David Petersen  |            |
| 2025 | Untitled Downton Abbey: A New Era sequel    | Tom Branson     | Filming    |

### Tv
| År        | Titel                                | Rolle               | Noter                                                |
| --------- | ------------------------------------ | ------------------- | ---------------------------------------------------- |
| 2000      | Yesterday's Children                 | Brian               | Tv-film                                              |
| 2003      | Benedict Arnold: A Question of Honor | British Officer     | Tv-film                                              |
| 2004      | Battlefield Britain                  |                     | Episode: "A Clash of Kings: The Battle of the Boyne" |
| 2004      | Love Is the Drug                     | Shane Kirwen        | 4 episodes                                           |
| 2006      | Legend                               | Willy               | 6 episodes                                           |
| 2007      | Rome                                 | Marcus Agrippa      | 8 episodes                                           |
| 2008      | Heroes and Villains                  | Edeco               | Episode: "Attila the Hun"                            |
| 2009      | Running Low                          | Bala Whedon         | 2 episodes                                           |
| 2010      | The Tudors                           | Francis Dereham     | 2 episodes                                           |
| 2010–2015 | Downton Abbey                        | Tom Branson         | 45 episoder                                          |
| 2011      | Primeval                             | Officer Sam Leonard | One episode                                          |
| 2011      | Black Mirror                         | Pike                | Episode: "The National Anthem"                       |
| 2017      | Bellevue                             | Eddie Rowe          |                                                      |
| 2019      | Surveillance                         | Scott Yardley       |                                                      |
| 2020      | The Good Doctor                      | Ariel Reznik        | Episode: "Sex and Death"                             |
| 2021      | As Luck Would Have It                | Brennan             | Hallmark movie                                       |
| 2023      | The Vanishing Triangle               | David Burkely       |                                                      |
| 2024      | Too Good To Be True                  | Elliott Fielding    | 4 episodes; also executive producer                  |

### COmputerspil
| År   | Titel                    | Rolle             | Noter |
| ---- | ------------------------ | ----------------- | ----- |
| 2012 | Assassin's Creed III     | Thomas Hickey     | Voice |
| 2015 | The Witcher 3: Wild Hunt | Hjalmar an Craite | Voice |

### Scene
| År   | Titel                      | Rolle            | Teater                             | Noter                   |
| ---- | -------------------------- | ---------------- | ---------------------------------- | ----------------------- |
| 1998 | A Streetcar Named Desire   | Gentleman Caller | Gate Theatre                       | Performed as Alan Leech |
| 1999 | This Lime Tree Bower       | Joe              | New Theatre                        | Performed as Alan Leech |
| 2000 | The Queen and Peacock      | Willie           | Garter Lane Arts Centre            | Performed as Alan Leech |
| 2001 | The Morning After Optimism | Edmund           | Abbey Theatre                      | Performed as Alan Leech |
| 2002 | Da                         | Young Charlie    | Abbey Theatre                      | Performed as Alan Leech |
| 2008 | Everybody Loves Sylvia     | Harlequin        | Project Arts Centre                |                         |
| 2008 | Zero Hour                  | Benny, Ensemble  | Abbey Theatre                      |                         |
| 2010 | Phaedra                    | Hippolytus       | Project Arts Centre                |                         |
| 2010 | On Baile's Strand          | Young Man        | Abbey Theatre                      |                         |
| 2011 | Ecstasy                    | Mick             | Hampstead Theatre, Duchess Theatre |                         |
| 2017 | Constellations             | Roland           | Geffen Playhouse                   |                         |